# Конрад IV фон Ербах
Конрад IV фон Ербах „Стари“ (на немски: Konrad IV von Erbach der Älteste; * пр. 1348; † 18 март 1390) е наследствен шенк на Ербах.

## Произход
Той е син на шенк Еберхард VI фон Ербах Раух (* пр. 1307; † 1348) и съпругата му Уда фон Роденщайн-Крумбах († 6 май 1345), дъщеря на Херман I фон Роденщайн († сл. 1307). Внук е на шенк Йохан I фон Ербах в Райхенберг (* пр. 1273; † 9 юни 1296) и графиня Анна фон Ринек († 27 август 1306). Брат е на духовниците Еберхард († 17 ноември 1319?), домхер във Вюрцбург, Йохан (* 1309; † 24 януари 1383), домхер в Майнц и Бамберг, архдякон във Вюрцбург (1342 – 1365), Хайнрих, домхер във Вормс (1320 – 1259), свещеник в Дюркхайм (1339), Рудолф († 22 февруари /19 август 1384), домхер в Майнц и Вюрцбург, свещеник в Пфунгщат 1349, и на Маргарета († 1395).

## Фамилия
Конрад IV фон Ербах се жени за Анна фон Бруке († 22 май 1370), дъщеря на Йохан фон Бруке и Анна фон Хенеберг. Те имат децата:
- Йохан II фон Ербах (* пр. 1381; † 1418), шенк на Ербах, женен 1372 г. за Шонета фон Алтенбаумберг (* пр. 1363; † сл. 1384), дъщеря на Рупрехт IV, рауграф цу Алтенбаумберг и Катарина, вдовица на Дитрих фон Хоенберг об дер Верн († 1381)
- Маргарета фон Ербах (* пр. 1366; † 19 август 1396), омъжена I. сл. 13 септември 1357 г. за шенк Конрад V фон Ербах-Ербах († 1381), II. между 1381 и 8 юли 1383 г. за Конрад VI фон Бикенбах (* ок. 1357; † 2 април 1429)
- Конрад VII фон Ербах „Млади“ (* ок. 1360; † 23 юни 1423), домхер във Вюрцбург (1383 – 1391) и в Майнц (1386 – 1411), женен за Агнес фон Ербах-Ербах (* ок. 1395; † сл. 1423), дъщеря на шенк Еберхард VIII фон Ербах-Ербах († 1373) и графиня Елизабет фон Катценелнбоген († 1385).